# Danshi Kōkōsei no Nichijō
Danshi Kōkōsei no Nichijō (男子高校生の日常 (Nam tử Cao hiệu sinh Nhật thường) Ngày thường của Nam sinh Trung học) là loạt manga được sáng tác và minh họa bởi Yasunobu Yamauchi. Manga được đăng từng số trên tạp chí Gangan Online và được phát hành trong 7 volume manga từ khoảng giữa ngày 21/05/2009 cho đến 27/09/2012. Một anime chuyển thể 12 episode được sản xuất bởi Sunrise, phát sóng từ ngày 09/03/2012 đến ngày 26/03/2012. Anime đã được cấp phép cho NIS America để phát hành ở Bắc Mỹ và Hanabee Entertainment tại Úc. Một phim live-action chuyển thể được đạo diễn bởi Daigo Matsui, được Showgate phát hành tại Nhật Bản vào ngày 12/10/2013. Anime chuyển thể được khen ngợi bởi các tình huống hài hước đặc sắc và diễn xuất của các seiyuu; tuy nhiên các vai diễn của tuyến nhân vật được mô tả là khá rộng, không có sự tập trung đến từng nhân vật.

## Cốt truyện
Câu chuyện xoay quanh cuộc sống thường ngày với nhiều biến cố hài hước của Tadakuni, Hidenori Tabata và Yoshitake Tanaka thuộc ngôi trường nam sinh cao trung Bắc Sanada và những sự tác động qua lại với các học sinh khác xung quanh ngôi trường họ đang học, hoặc trường nữ sinh bên cạnh, cùng những sự nỗ lực lớn lên của chính họ.

## Truyền thông

### Manga
Manga đã được xuất bản lần đầu tiên bởi Square Enix trên website tạp chí Gangan Online vào ngày 21/05/2009, và đã kết thúc tiến trình phát hành của ấn bản vào ngày 27/09/2012. Manga sau đó đã được biên tập trong 7 volume tankōbon và được xuất bản từ khoảng giữa ngày 22/02/2010 cho đến ngày 27/09/2012.

#### Danh sách tập truyện
| # | Ngày phát hành    | ISBN          |
| - | ----------------- | ------------- |
| 1 | 22 tháng 2, 2010  | 9784757528062 |
| 2 | 22 tháng 6, 2010  | 9784757529052 |
| 3 | 22 tháng 10, 2010 | 9784757530317 |
| 4 | 22 tháng 4, 2011  | 9784757531994 |
| 5 | 22 tháng 12, 2011 | 9784757534445 |
| 6 | 22 tháng 5, 2012  | 9784757535930 |
| 7 | 27 tháng 9, 2012  | 9784757538153 |

### Anime
Một anime chuyển thể đã được sản xuất bởi Sunrise, đạo diễn loạt phim là Shinji Takamatsu - người đã được công bố vào tháng 10/2011 và bắt đầu khởi chiếu trên kênh TV Tokyo vào ngày 09/01/2012. Anime dài tập đã được phát sóng muộn hơn sau đó trên AT-X, Bandai Channel, TVA, TVO và trình chiếu trực tuyến trên Niconico. Loạt phim sau đó được phát hành trên 6 volume Blu-ray và DVD tại Nhật Bản từ khoảng giữa ngày 03/04/2012 tới ngày 04/09/2012, bao gồm việc các tập đặc biệt được thêm vào, đi kèm với các tập đã trình chiếu trên Niconico trước khi phiên bản anime ra mắt trên truyền hình. Anime cũng được cấp phép bản quyền cho NIS America. Công ty phát hành loạt anime nguyên bản gốc của nó với phụ đề tiếng Anh trên phiên bản trong một hộp in 2 đĩa Blu-ray vào ngày 06/08/2013. Hanabee Entertainment cũng đã thông báo rằng đã được cấp phép bản quyền phiên bản anime cho việc phát hành tại Australia, điều này đã được tiếp nối sau đó bằng một DVD phát hành vào ngày 31/07/2013. Hulu cuối cùng đã lựa chọn anime để trình chiếu trực tuyến tại Hoa Kỳ trong năm 2013.
Daily Lives of High School Boys đã sử dụng 3 phần của theme music: một insert song, một bài hát mở đầu, một bài hát kết thúc. Bài hát insert song là "Capsule" trình diễn bởi Mix Speakers, Inc được dùng trong tập thứ ba. Bài hát chủ đề mở đầu chính cho các tất cả các tập của loạt phim anime là "Shiny tale" trình diễn bởi Mix Speakers, Inc trong khi bài hát chủ đề kết thúc là "O-hi-sama" (おひさま?, lit. "Sun") trình bày bởi Amesaki Annainin. Bài hát chủ đề gốc được sáng tác gần như là "Hikizan" (引き算?, có nghĩa là "Subtraction") bởi Jinkaku Radio. Tuy nhiên, bài hát nhanh chóng được thu hút sau khi ban nhạc đã bình luận không phù hợp về loạt manga trên blog của họ - những điều vui vẻ chọc cười trong manga - bắt đầu rằng "những điều về Daily Lives of High School Boys... manga dài kỳ này thực sự khá nhàm chán (lol)". Người hát chính của ban nhạc cũng đã công khai những bình luận không phù hợp trước đây về seiyuu nữ Yui Horie. Điều này sau đó đã thúc đẩy một lời xin lỗi từ Jinkaku Radio—hứa bày tỏ "hạn chế đùa cợt" trên mạng xã hội, đi kèm theo đó là sự xóa bỏ doanh số của bài hát "Subtraction" (một đĩa đơn CD có kế hoạch ra mắt vào tháng 3/2011 đã bị tạm dừng) và nhiều sự kiện được lên lịch trình khác.

### Phim live-action
Một phim chuyển thể live-action chuyển thể được sản xuất bởi Showgate và đạo diễn phụ trách là Daigo Matsui đã được công bố vào tháng 04/2013, và phát hành vào ngày 12/10/2013. Dàn nhân sự bao gồm Masaki Suda đóng vai Tadakuni, Shūhei Nomura trong vai Yoshitake và Ryo Yoshizawa là Hidenori. Phim đi theo cốt truyện gốc với các chàng trai của Bắc Sanada tổ chức một lễ hội trường học với trường trung học nữ sinh ngay cạnh đó. Matsui Daigo sẽ đạo diễn bộ phim này; đạo diễn Matsui cho biết thời trung học, anh theo học một trường nam sinh. Anh có thể hiểu rõ Daily Lives và nhìn nhận một cách khách quan cách logic của mấy cậu trai trong truyện; nó rất đơn thuần và ngốc nghếch đến nỗi khiến vị đạo diễn trẻ thấy ngại bởi cứ như anh đang làm phim tài liệu về chính mình vậy. Bộ phim được phát hành bởi Pony Canyon trên Blu-ray và DVD tại Nhật Bản vào 19/03/2014.